# Malá Tŕňa

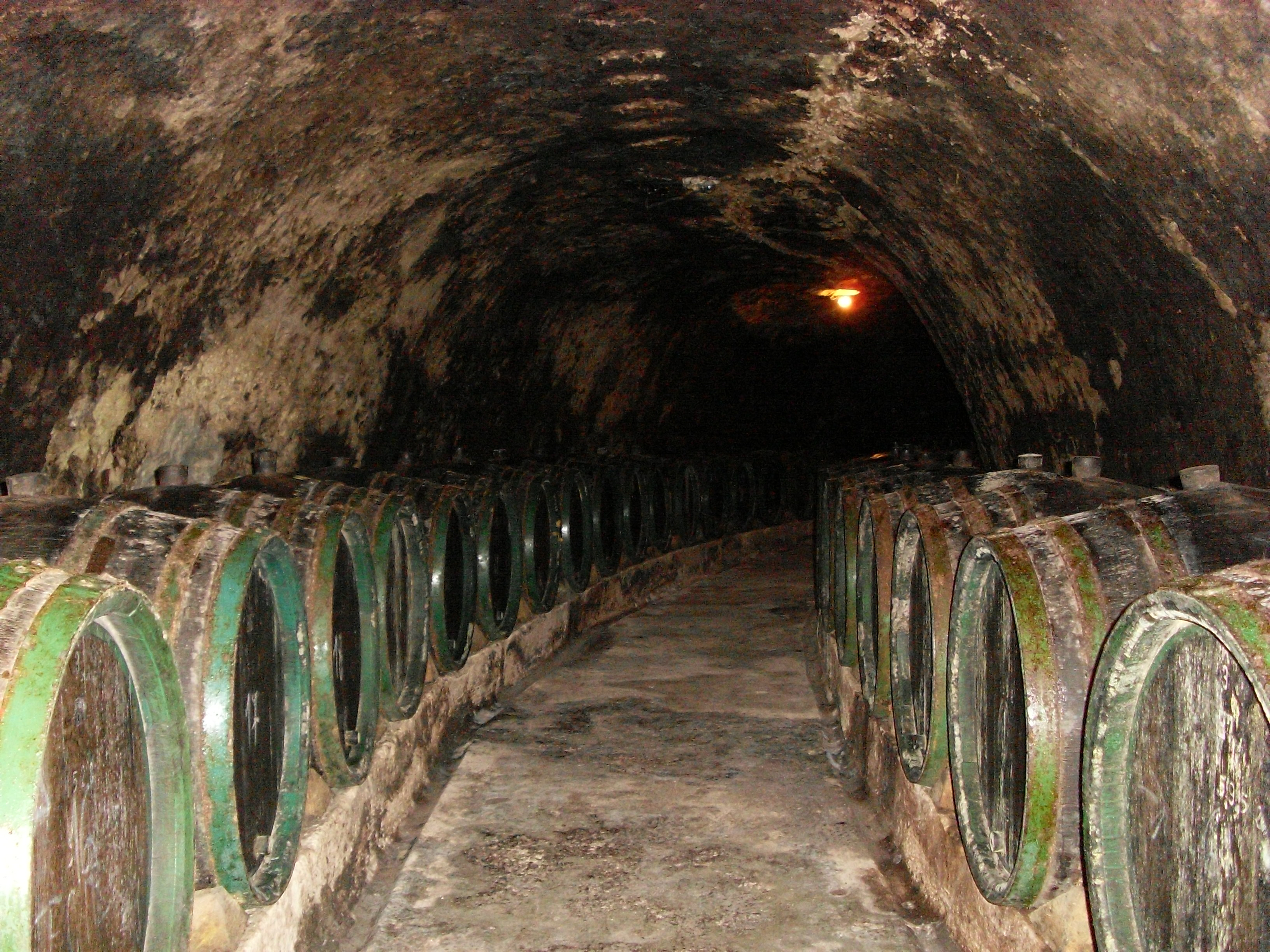
Malá Tŕňa

Malá Tŕňa (Hongaars: Kistoronya) is een Slowaakse gemeente in de regio Košice, en maakt deel uit van het district Trebišov.
Malá Tŕňa telt 415 inwoners.